# Sergei Sergejewitsch Alexejew
Sergei Sergejewitsch Alexejew (russisch Сергей Сергеевич Алексеев; * 28. Juli 1924 in Orjol; † 12. Mai 2013 in St. Petersburg) war ein russischer Jurist, Staatsrechtler und Hochschullehrer.

## Leben
Alexejews Vater Sergei Nikolajewitsch Alexejew war Statistiker und wurde während der Stalinschen Säuberungen 1937 verhaftet und wegen Zugehörigkeit zu einer konterrevolutionären Gruppe zu 10 Jahren Arbeitslagerhaft verurteilt. 1947 wurde das Urteil wegen Fehlens eines Deliktes aufgehoben. Alexejews Mutter Natalja Nikiforowna Alexejewa war Chemikerin in der Ural-Abteilung der Akademie der Wissenschaften der UdSSR (AN-SSSR, seit 1991 Russische Akademie der Wissenschaften (RAN)) und Vizedekanin der metallurgischen Fakultät des Ural-Industrie-Instituts.
Alexejew kämpfte im Deutsch-Sowjetischen Krieg ab 1942 an der Wolchow-, Leningrader, Karelischen Front und in der Arktis.
Alexei studierte ab 1945 am Swerdlowsker Juristischen Institut (jetzt Ural-Universität für Rechtswissenschaft) mit Abschluss 1949. Es folgte dort die Aspirantur, nach deren Abschluss er 1952 seine Kandidat-Dissertation über die Akzeptform der Abrechnungen zwischen den sozialistischen Organisationen nach dem sowjetischen Privatrecht verteidigte. Darauf wurde er dort Assistent und begann zu unterrichten. 1954 wurde er Dozent um Lehrstuhl für Privatrecht. 1960 verteidigte er seine Doktor-Dissertation über das sowjetische sozialistische Privatrecht. 1961 wurde er Leiter des Lehrstuhls für Staatstheorie und -Recht des Swerdlowsker Juristischen Instituts. 1962 folgte die Ernennung zum Professor.
1987 wurde Alexejew zum Korrespondierenden Mitglied der AN-SSSR gewählt. 1988 wurde Alexejew Gründungsdirektor des Instituts für Philosophie und Recht der Ural-Abteilung der AN-SSSR in Jekaterinburg. Die Perestroika wurde ein Schwerpunkt seiner Arbeit.
Im Zuge der Perestroika wurde Alexejew 1989 als Volksdeputierter der AN-SSSR und der wissenschaftlichen Gesellschaften gewählt. Auf Beschluss des Volksdeputiertenkongresses wurde er Mitglied des Unionsrats des Obersten Sowjets der UdSSR. Er schloss sich der Interregionalgruppe der Deputierten an und wurde Vorsitzender des Komitees für Gesetzgebung, Recht und Rechtsordnung des Obersten Sowjets (1989–1990). Daneben war er Vorsitzender des Komitees für Verfassungsüberwachung, das unter anderem die Meldepflicht aufhob und Geheimakten für nichtig erklärte. Am 20. August 1991 erklärte das Komitee auf Initiative Alexejews das Staatskomitee für den Ausnahmezustand für illegal. Ebenso erklärte das Komitee im Dezember 1991 die Białowieżaer Erklärung zur Auflösung der Sowjetunion für illegal. Allerdings wurde bald das Komitee zusammen mit anderen gesellschaftlichen Einrichtungen De facto liquidiert.
Im Oktober 1991 bemühte Alexejew sich um die Gründung eines Forschungszentrums für Privatrecht, das dann im Auftrage Michail Sergejewitsch Gorbatschows auf der Basis des Komitees für Verfassungsüberwachung organisiert wurde. Durch Ukas Boris Nikolajewitsch Jelzins wurde es im Juli 1992 das Forschungszentrum für Privatrecht beim Präsidenten der Russischen Föderation mit Alexejew als Ratsvorsitzenden (1991–1995).
Ende 1991 wurde Alexejew Mitglied einer Arbeitsgruppe der russischen Bewegung für demokratische Reformen zur Vorbereitung des Projekts für die Erstellung einer russischen Verfassung, das in der Öffentlichkeit Alternativprojekt genannt wurde. Dabei wurden auch die grundlegenden Ideen von Andrei Dmitrijewitsch Sacharows Projekt für eine Union sowjetischer Republiken Europas und Asiens berücksichtigt. Als Alexejew 1993 an der Arbeit für das Präsidentenprojekt für die Verfassung der Russischen Föderation beteiligt wurde, machte er von den Vorarbeiten des Alternativprojekts Gebrauch. Allerdings wurden die zentralen Ideen des Alternativprojekts im endgültigen Verfassungsentwurf nicht realisiert. Er gilt als einer der Autoren der Verfassung der Russischen Föderation neben Anatoli Alexandrowitsch Sobtschak, Leonid Solomonowitsch Mamut und Sergei Michailowitsch Schachrai. 1993 wurde Alexejew Mitglied des Präsidentenrats und dann auch Mitglied der Menschenrechtskommission beim Präsidenten der Russischen Föderation. Nach Beginn des Ersten Tschetschenienkrieges gab er 1995 diese Ämter auf.

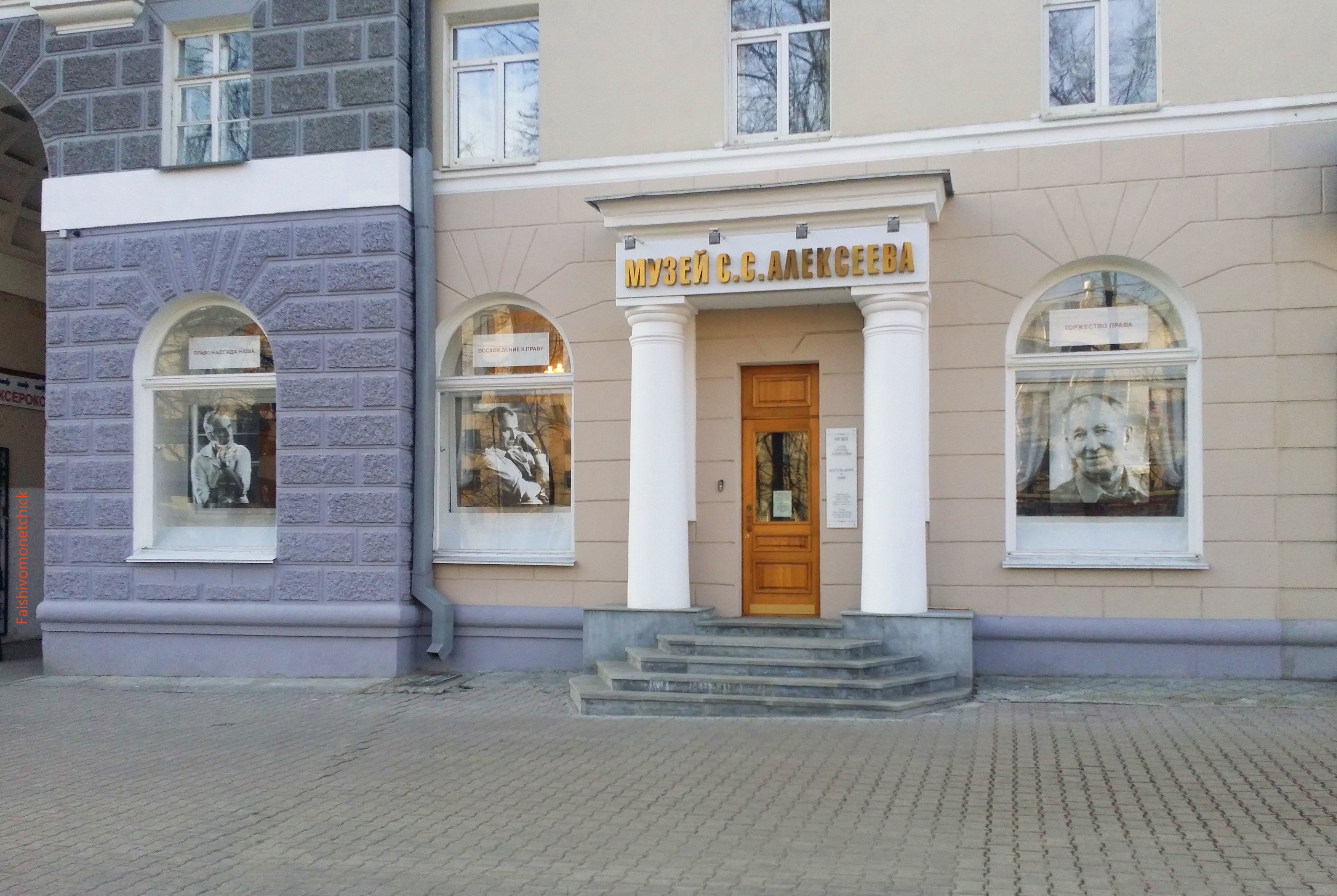
S.-S.-Alexejew-Museum, Jekaterinburg

Alexejew kehrte nach Jekaterinburg zurück und widmete sich ganz seiner Forschungs- und Lehrtätigkeit. Er leitete das Institut für Philosophie und Recht der Ural-Abteilung der RAN und verfasste eine Reihe neuer Lehrbücher und Lehrmittel für Studenten und Schüler. 2000 wurde Alexejew Ehrendoktor der Universität Paris XII. Seine vielfältigen wissenschaftlichen Veröffentlichungen führten zum h-Index = 62.
Alexejew war verheiratet mit der Juristin Soja Michailowna Alexejewa, mit der er zwei Töchter hatte. Nadeschda wurde Kardiologin und Irina Linguistin. Von den fünf Enkelkindern ist Jekaterina Kardiologin und einzige Herzchirurgin in St. Petersburg, während Anna Juristin ist und Alexei das Skicross-Team trainiert.
2016 wurde in Jekaterinburg das S.-S.-Alexejew-Museum eröffnet. Das Moskauer Forschungszentrum für Privatrecht beim Präsidenten der Russischen Föderation wurde 1994 die Hochschule für Privatrecht und trägt jetzt Alexejews Namen.

## Ehrungen, Preise
- Verdienter Wissenschaftler der RSFSR (1974)
- Staatspreis der UdSSR (1977)
- Ehrenzeichen der Sowjetunion
- Orden des Vaterländischen Krieges II. Klasse (1985)
- Orden der Völkerfreundschaft (1994)
- Verdienstorden für das Vaterland III. Klasse (2003)
- Danaker-Orden Kirgisistans (2004)
- Ehrenurkunde des Präsidenten der Russischen Föderation (2008)
- Jurist des Jahres 2009
- Dankschreiben des Präsidenten der Russischen Föderation (2009)
- Ehrenbürger der Oblast Swerdlowsk (2009)[9]
- Demidow-Preis (2010)[10]